# Michael Grabner
Michael Grabner (* 5. října 1987) je rakouský lední hokejista, který působí v National Hockey League, kde hraje za tým Arizona Coyotes.

## Kariéra

### Klubová kariéra
Vyrůstal ve Villachu, kde se učil hrát hokej v místním klubu VSV EC a začal nastupovat v rakouské lize. Jako sedmnáctiletý odešel do Kanady, dostal šanci v Canadian Hockey League v týmu Spokane Chiefs. Hned úvodu svého působení si zlomil klíční kost s část sezóny vynechal. Prosadil se jako střelec, ve své druhé a třetí sezóně v juniorské lize vstřelil 36 resp. 39 gólů. V roce 2006 byl draftován v prvním kole týmem Vancouver Canucks. Další tři sezóny ale působil především na farmě Vancouveru v AHL, v NHL dostal šanci až v ročníku 2009/2010. I když jeho část pro zranění vynechal, prožil vcelku úspěšný start a vstřelil dokonce svůj první hattrick v utkání proti Anaheim Ducks. Přesto byl během draftu 2010 vyměněn do týmu Florida Panthers. Za ten však neodehrál žádné utkání, před startem sezóny 2010/2011 poté co se neprosadil do prvního týmu, byl umístěn na listinu volných hráčů, odkud si jej vybrali New York Islanders. V New Yorku strávil úspěšnou sezónu, stále jako nováček si připsal sérii šesti utkání se vstřeleným gólem a byl jmenován nováčkem měsíce únor. Sezónu zakončil se ziskem 34 gólů a 18 asistencí a byl nominován na Calder Memorial Trophy pro nejlepšího nováčka NHL.

### Reprezentace
V juniorské reprezentaci si zahrál na mistrovství světa do 18 let v roce 2004 divize I, kde jako šestnáctiletý vstřelil tři góly, o rok později hrál na mistrovství světa do 20 let. V seniorské reprezentaci Rakouska hrál na kvalifikačním turnaji pro Zimní olympijské hry 2010, na postup do hlavního turnaje olympiády však s týmem nedosáhl.

## Úspěchy a ocenění
- nováček měsíce únor 2011 v NHL
- nominace na Calder Memorial Trophy pro nejlepšího nováčka NHL 2010/2011
- nejrychlejší bruslař dovednostních soutěží NHL 2010/2011

## Klubové statistiky
| Sezona     | Klub                | Soutěž     | Základní část | Základní část | Základní část | Základní část | Základní část | Play off | Play off | Play off | Play off | Play off |
| Sezona     | Klub                | Soutěž     | Z             | G             | A             | B             | TM            | Z        | G        | A        | B        | TM       |
| ---------- | ------------------- | ---------- | ------------- | ------------- | ------------- | ------------- | ------------- | -------- | -------- | -------- | -------- | -------- |
| 2002–03    | VSV EC              | AUT U20    | 13            | 6             | 4             | 10            | 4             | —        | —        | —        | —        | —        |
| 2003–04    | VSV EC              | AUT U20    | 23            | 32            | 5             | 37            | 58            | —        | —        | —        | —        | —        |
| 2003–04    | VSV EC              | AUT        | 14            | 2             | 1             | 3             | 0             | 4        | 1        | 0        | 1        | 0        |
| 2004–05    | Spokane Chiefs      | WHL        | 58            | 13            | 11            | 24            | 18            | —        | —        | —        | —        | —        |
| 2005–06    | Spokane Chiefs      | WHL        | 67            | 36            | 14            | 50            | 28            | —        | —        | —        | —        | —        |
| 2006–07    | Spokane Chiefs      | WHL        | 55            | 39            | 16            | 55            | 34            | 6        | 0        | 1        | 1        | 2        |
| 2006–07    | Manitoba Moose      | AHL        | 2             | 1             | 1             | 2             | 0             | 6        | 0        | 0        | 0        | 0        |
| 2007–08    | Manitoba Moose      | AHL        | 74            | 22            | 22            | 44            | 8             | 6        | 3        | 0        | 3        | 2        |
| 2008–09    | Manitoba Moose      | AHL        | 66            | 30            | 18            | 48            | 20            | 20       | 10       | 7        | 17       | 2        |
| 2009–10    | Manitoba Moose      | AHL        | 38            | 15            | 11            | 26            | 6             | —        | —        | —        | —        | —        |
| 2009–10    | Vancouver Canucks   | NHL        | 20            | 5             | 6             | 11            | 8             | 9        | 1        | 0        | 1        | 0        |
| 2010–11    | New York Islanders  | NHL        | 76            | 34            | 18            | 52            | 10            | —        | —        | —        | —        | —        |
| 2011–12    | New York Islanders  | NHL        | 78            | 20            | 12            | 32            | 12            | —        | —        | —        | —        | —        |
| 2012–13    | VSV EC              | EBEL       | 17            | 10            | 9             | 19            | 2             | —        | —        | —        | —        | —        |
| 2012–13    | New York Islanders  | NHL        | 45            | 16            | 5             | 21            | 12            | 6        | 1        | 3        | 4        | 0        |
| 2013–14    | New York Islanders  | NHL        | 64            | 12            | 14            | 26            | 12            | —        | —        | —        | —        | —        |
| 2014–15    | New York Islanders  | NHL        | 34            | 8             | 5             | 13            | 4             | 2        | 0        | 1        | 1        | 2        |
| 2015–16    | Toronto Maple Leafs | NHL        | 80            | 9             | 9             | 18            | 12            | —        | —        | —        | —        | —        |
| 2016–17    | New York Rangers    | NHL        | 76            | 27            | 13            | 40            | 10            | 12       | 4        | 2        | 6        | 0        |
| 2017/18    | New York Rangers    | NHL        | 59            | 25            | 6             | 31            | 12            | —        | —        | —        | —        | —        |
| 2017/18    | New Jersey Devils   | NHL        | 21            | 2             | 3             | 5             | 4             | 2        | 0        | 0        | 0        | 0        |
| 2018/19    | Arizona Coyotes     | NHL        | 41            | 9             | 7             | 16            | 18            | —        | —        | —        | —        | —        |
| 2019/20    | Arizona Coyotes     | NHL        |               |               |               |               |               |          |          |          |          |          |
| AHL celkem | AHL celkem          | AHL celkem | 180           | 68            | 52            | 120           | 34            | 32       | 13       | 7        | 20       | 4        |
| NHL celkem | NHL celkem          | NHL celkem | 594           | 167           | 98            | 265           | 104           | 31       | 6        | 6        | 12       | 2        |